# Archidiecezja veszprémska
Archidiecezja veszprémska – jedna z 3 diecezji w metropolii veszprémskiej. Jej powstanie datuje się na 1009, archidiecezja od 1993. Katedrą archidiecezji jest Katedra św. Michała w Veszprémie.

## Biskupi
- arcybiskup metropolita - György Udvardy (od 2019)

## Bibliografia

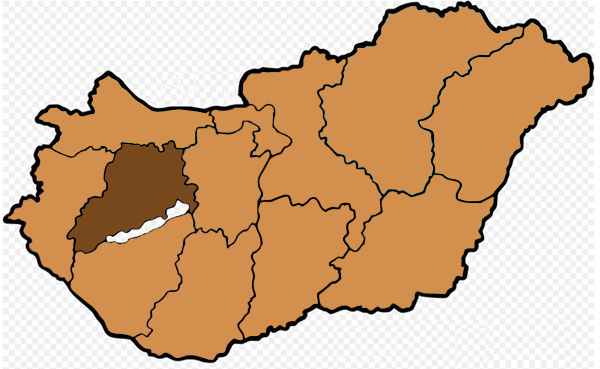
Archidiecezja veszprémska